# Meridià 126 a l'oest
El meridià 126 a l'oest de Greenwich és una línia de longitud que s'estén des del pol Nord travessant l'oceà Àrtic, Amèrica del Nord, el Golf de Mèxic, l'oceà Pacífic, l'oceà Antàrtic, i l'Antàrtida fins al pol Sud.
El meridià 126 a l'oest forma un cercle màxim amb el meridià 54 a l'est. Com tots els altres meridians, la seva longitud correspon a una semicircumferència terrestre, uns 20.003,932 km. Al nivell de l'Equador, és a una distància del meridià de Greenwich de 14.026 km.

## De Pol a Pol
Començant en el pol Nord i dirigint-se cap al pol Sud, aquest meridià travessa:
| Coordenades                               | País, territori o mar | Notes |
| ----------------------------------------- | --------------------- | --- |
| 90° 0′ N, 126° 0′ O / 90.000°N,126.000°O  | Oceà Àrtic            | |
| 75° 52′ N, 126° 0′ O / 75.867°N,126.000°O | Mar de Beaufort       | |
| 71° 59′ N, 126° 0′ O / 71.983°N,126.000°O | Canadà                | Territoris del Nord-oest — a 1 km, el punt més occidental de l'illa de Banks (cap de Kellett) |
| 71° 58′ N, 126° 0′ O / 71.967°N,126.000°O | Golf d'Amundsen       | |
| 69° 25′ N, 126° 0′ O / 69.417°N,126.000°O | Canadà                | Territoris del Nord-oest Yukon — des de 60° 49′ N, 168° 0′ O / 60.817°N,168.000°O Colúmbia Britànica — des de 60° 0′ N, 126° 0′ O / 60.000°N,126.000°O, continent, illa de Vancouver i illa Vargus |
| 49° 9′ N, 126° 0′ O / 49.150°N,126.000°O  | Oceà Pacífic          | |
| 60° 0′ S, 126° 0′ O / 60.000°S,126.000°O  | Oceà Antàrtic         | |
| 73° 6′ S, 126° 0′ O / 73.100°S,126.000°O  | Antàrtida             | Territori no reclamat |